# Zollernia latifolia
Zollernia latifolia är en ärtväxtart som beskrevs av George Bentham. Zollernia latifolia ingår i släktet Zollernia och familjen ärtväxter. Inga underarter finns listade i Catalogue of Life.

## Bildgalleri

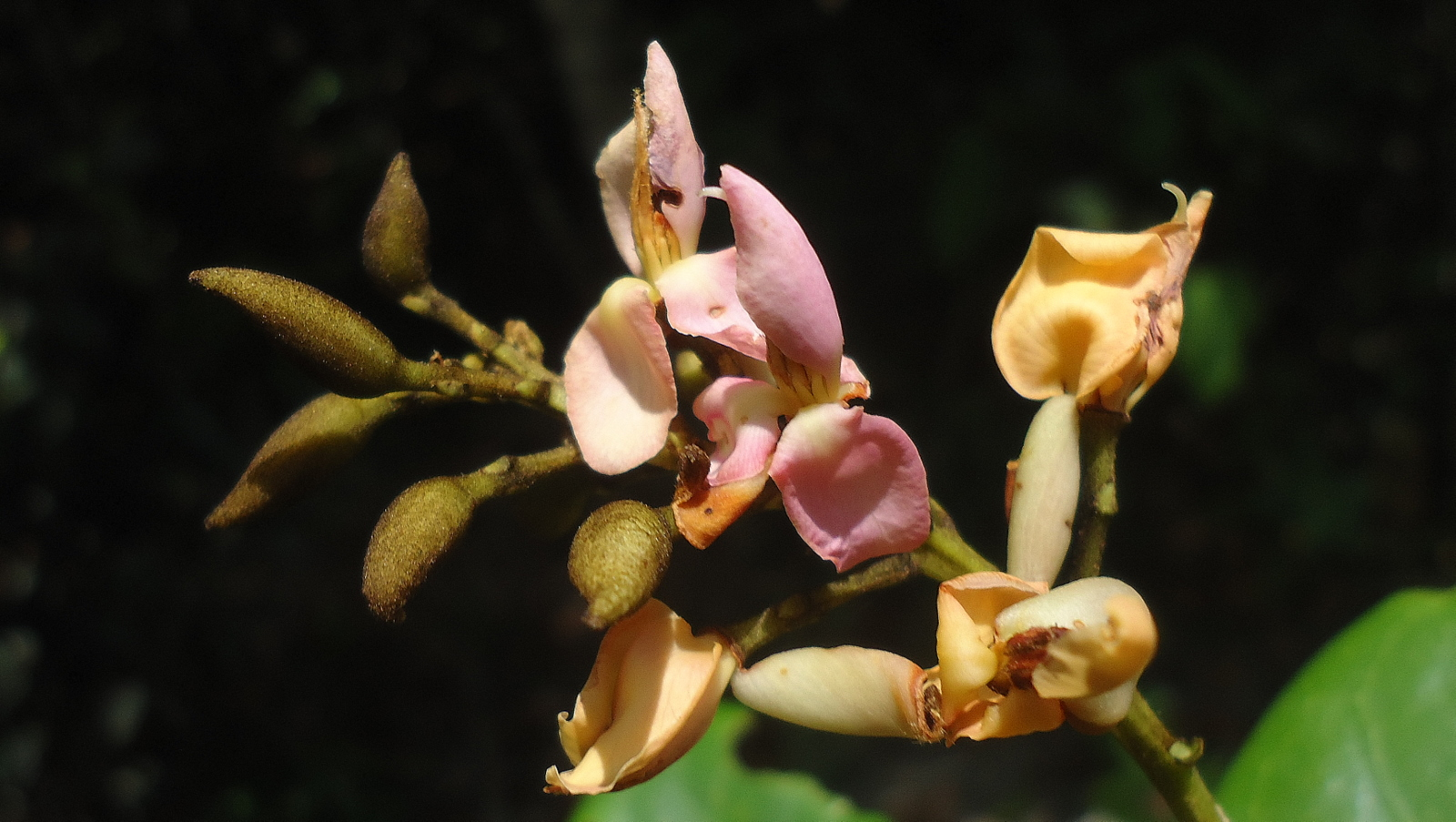